# Dicerogastra
Dicerogastra là một chi bướm đêm thuộc họ Noctuidae.

## Các loài tiêu biểu
- Dicerogastra chersotoides (Wiltshire, 1956)